# Puerto Octay
Puerto Octay és una localitat de la zona sud de Xile, es troba a la província d'Osorno, a la regió de Los Lagos, a la vora del llac Llanquihue. Limita al nord amb Puyehue i Osorno, a l'oest amb Río Negro i Purranque, a l'est amb Puerto Varas i al sud amb Puerto Varas i Frutillar.

## Història
El seu origen es remunta a la colonització alemanya de 1852 impulsada per Bernhard Eunom Philippi i Vicente Pérez Rosales. Amb el temps s'ha transformat en un dels ports més importants del llac Llanquihue. El 22 de desembre de 1891 fou creada com a municipi sota la presidència de la república de Jorge Montt.

## Toponímia
La vila al principi es deia Puerto Muñoz-Gamero, en record del mariner que va explorar el llac Llanquihue, Benjamín Muñoz Gamero. El 1869, una de les primeres construccions fou el magatzem d'un colonitzador anomenat Cristino Ochs; i com que sempre tenia abast de mercaderies, la gent de la zona solia dir "donde Ochs hay" (on l'Ochs hi ha), expressió de la qual deriva el nom actual de Puerto Octay.